# Varasău
Varasău – wieś w Rumunii, w okręgu Bihor, w gminie Brusturi. W 2011 roku liczyła 152 mieszkańców.